# Doctor X
Doctor X is een Amerikaanse horrorfilm uit 1932 onder regie van Michael Curtiz. In Nederland werd de film destijds uitgebracht onder de titel Dokter X.

## Verhaal
Journalist Lee Taylor gaat op onderzoek naar een psychopaat die zijn slachtoffers wurgt, verminkt en deels opeet. De sporen leiden naar het lab van dr. Xavier, een geleerde die samen met enkele collega's bizarre experimenten uitvoert.

## Rolverdeling
| Acteur               | Personage              |
| -------------------- | ---------------------- |
| Lionel Atwill        | Dr. Jerry Xavier       |
| Fay Wray             | Joanne Xavier          |
| Lee Tracy            | Lee Taylor             |
| Preston Foster       | Dr. Wells              |
| John Wray            | Dr. Haines             |
| Harry Beresford      | Dr. Duke               |
| Arthur Edmund Carewe | Dr. Rowitz             |
| Leila Bennett        | Mamie                  |
| Robert Warwick       | Commissaris Stevens    |
| George Rosener       | Otto                   |
| Willard Robertson    | Rechercheur O'Halloran |
| Thomas E. Jackson    | Redacteur              |
| Harry Holman         | Mike                   |
| Mae Busch            | Bordeelhoudster        |
| Tom Dugan            | Sheriff                |